# Stéphane Pignol
Stéphane Jean François Pignol (* 3. Januar 1977 in Aubagne) ist ein ehemaliger französischer Fußballspieler.

## Spielerkarriere

### Galicien
Der Franzose Stéphane Pignol spielte in seiner gesamten Profikarriere in Spanien. Von 1996 bis 2003 stand er beim galicischen Verein SD Compostela unter Vertrag. Zunächst spielte er mit seiner Mannschaft zwei Jahre lang in der Primera División bis zum Abstieg 1998. In der Saison 1998/99 war Pignol an den ebenfalls galicischen Drittligisten FC Pontevedra ausgeliehen. Nach seiner Rückkehr hielt er sich noch zwei Jahre in der Segunda División bis Compostela als Viertletzter den bitteren Gang in Liga 3 antreten musste. Auch Pignol ging mit in die Segunda División B und konnte mit seinem Team nach nur einem Jahr die Rückkehr in die 2. Liga feiern. Im Sommer 2003 verließ er die Galicier um beim Aufstiegs-Aspiranten und Liga-Rivalen Recreativo Huelva zu unterschreiben.

### Die letzten Jahre
Zwar scheiterte er mit Recre am Aufstieg, aber erstklassig spielte er dennoch in der Saison 2004/2005. Allerdings ging es nach einer schwachen Saison für seine Mannschaft auch wieder eine Liga runter. Aus diesem Grund verließ er die Mannschaft, spielte allerdings selber weiterhin zweitklassig und unterschrieb bei Real Murcia. Spielte man im ersten Jahr noch um den Klassenerhalt, konnte Pignol mit Murcia in der Saison 2006/2007 den Aufstieg in die Primera División erreichen. Am Ende der Saison 2007/08 stieg er mit seiner Mannschaft umgehend wieder ab. Pignol wechselte zu Mitabsteiger Real Saragossa, mit dem er den Wiederaufstieg 2009 schaffte. Er selbst hatte als Stammkraft mit 26 Einsätzen dazu beigetragen.
Im Jahr 2009 verließ er Saragossa zu UD Las Palmas. Mit dem Klub spielte er vier Jahre in der Segunda División, ehe er seine Laufbahn im Jahr 2013 beendete.

## Erfolge
- 2001/02 – Aufstieg in die Segunda División mit SD Compostela
- 2006/07 – Aufstieg in die Primera División mit Real Murcia
- 2008/09 – Aufstieg in die Primera División mit Real Saragossa